# San Juan de Enramadas
San Juan de Enramadas är en ort i Mexiko.   Den ligger i kommunen Cadereyta de Montes och delstaten Querétaro Arteaga, i den centrala delen av landet, 170 km norr om huvudstaden Mexico City. San Juan de Enramadas ligger 2 090 meter över havet och antalet invånare är 138.
Terrängen runt San Juan de Enramadas är varierad. Runt San Juan de Enramadas är det ganska glesbefolkat, med 39 invånare per kvadratkilometer. Närmaste större samhälle är Canoas, 2,9 km sydväst om San Juan de Enramadas. I omgivningarna runt San Juan de Enramadas växer huvudsakligen savannskog.